# سكر وسط (مسلسل)
سكر وسط مسلسل سوري للمخرج المثنى صبح وللكاتب مازن طه والعمل من بطولة نخبة من الفنانين السوريين. عرض في أول رمضان عام 2013، من بطولة عباس النوري بدور رضوان وهبة نور بدور زوجة رضوان.
هو مسلسل سوري اجتماعي يناقش قضية اجتماعية هامة وهو العام الذي شهد بداية الفورة العقارية التي بدأت بالارتفاع في سوريا منذ 2003. من خلال عائلة دمشقية تنتمي إلى الطبقة المتوسطة جرفتها أزمة غلاء العقارات لتجد نفسها فجأة قد انتقلت من وسط المدينة للسكن في حارة عشوائية.

## أبطال المسلسل
- عباس النوري
- صباح الجزائري
- رامز أسود
- ميلاد يوسف
- ندين تحسين بيك
- ضحى الدبس
- شادي مقرش
- لينا دياب
- علي كريم
- جهاد الزغبي
- نزار أبو حجر
- هبة نور
- رنا ريشة
- خالد القيش
- ميرنا شلفون
- سوسن ميخائيل
- مصطفى سعد الدين
- مديحة كنيفاتي